# Klondike (película)
Klondike (en ucraniano: Клондайк, romanizado: Klondaik) es una película de drama bélico ucraniana de 2022 escrita, dirigida y editada por Maryna Er Gorbach. La película está protagonizada por Oxana Cherkashyna como una mujer embarazada que vive cerca de la frontera entre Ucrania y Rusia durante la guerra ruso-ucraniana y el tiroteo del vuelo 17 de Malaysia Airlines. Klondike se estrenó en el Festival de Cine de Sundance el 21 de enero de 2022, donde ganó el Concurso Mundial de Cine Dramático por dirección. En el Festival Internacional de Cine de Berlín, ganó el segundo lugar en la categoría Premio del Público Panorama.

## Sinopsis
La película se centra en la historia de una familia ucraniana local atrapada en el epicentro del accidente del MH17. Las acciones se desarrollaron el 17 de julio de 2014, en el pueblo de Grabove, región de Donetsk, cerca de la frontera con Rusia. Los protagonistas Irina y Anatoly esperan su primer hijo, mientras la guerra invade brutalmente sus vidas junto con los restos de un Boeing derribado. La mujer se niega a evacuar, incluso cuando el pueblo está ocupado por grupos armados.

## Reparto
- Oksana Cherkashina como Irka
- Serhiy Shadrin como Tolik
- Oleg Shcherbina como Yurik, el hermano menor de Irka

## Producción
El proyecto cinematográfico ganó el 11º Concurso Estatal de Cine organizado por la Agencia Estatal de Cine de Ucrania . Además, en mayo de 2021, el Ministerio de Cultura y Turismo de Turquía apoyó la producción cinematográfica. El presupuesto ascendió a UAH 25,9 millones. El casting fue guiado por Tanya Simon. El director de sonido bosnio Serjan Kurpiel y el compositor georgiano Zviad Mgebrishvili también participaron en el proyecto. Según los términos de la cooperación, el 90 % de la posproducción se llevó a cabo en Turquía.

## Premios y nominaciones
| Año  | Premio                                     | Categoría                                                 | Recipiente        | Resultado | Referencias |
| ---- | ------------------------------------------ | --------------------------------------------------------- | ----------------- | --------- | ----------- |
| 2022 | Festival de Cine de Sundance               | Premio de Dirección Competición Dramática de Cine Mundial | Maryna Er Gorbach | Ganadora  | [ 7 ]       |
| 2022 | Festival Internacional de Cine de Berlín   | Premio del Jurado Ecuménico (Sección Panorama)            | Klondike          | Ganadora  | [ 3 ]       |
| 2022 | Festival Internacional de Cine de Estambul | Competencia Nacional-Golden Tulip Mejor Película          | Klondike          | Ganadora  | [ 8 ]       |